# Веносты
Веносты, или веннонеты — древний народ, обитавший в Альпах к югу от Решенского ущелья, на территории современной долины Валь-Веноста.
Веносты были покорены римлянами в ходе кампании Октавиана Августа против Реции, которую вели его военачальники Децим Клавдий Нерон и будущий император Тиберий в 16—15 годах до н. э.
Название племени веностов упоминается на третьем месте в перечне Альпийского трофея (лат. Tropaeum Alpium) — римского монумента, воздвигнутого в 7-6 годах до н. э. в честь покорения альпийских народов близ современного французского города Ла-Тюрби:

Покорённые альпийские народы: триумпилины, камунны, веносты [...]
Оригинальный текст (лат.)GENTES ALPINAE DEVICTAE TRVMPILINI · CAMVNNI · VENOSTES  [...]
— Альпийский трофей, фронтальная надпись